# سوق (إيران)
سوق (بالفارسية: سوق) هي منطقة سكنية تقع في إيران في قسم. يقدر عدد سكانها بـ 5,890 نسمة .